# 고려의 역사
이 문서는 고려의 역사에 대해서 서술한다.
고려(高麗)는 궁예
가 건국하여 공양왕의 치세 시기까지 474년간 존속되었고, 1392년 당시 실권자였던 수문하시중 이성계의 정변에 휩쓸려 멸망하였다.

## 고려 초기
통일신라시대 말기 송악의 토호이자 대지주였던 왕건은 태봉의 군주 궁예의 휘하 장수로 있었다. 그러나 궁예가 폭정을 휘두르자 918년 역성혁명을 일으켜 궁예를 축출하고 즉위하여(이른바 왕건반정) 고려를 건국한다. 국호를 고려, 연호를 천수로 하고 철원경에서 송도로 천도하고 불교를 건국 이념으로 삼았다
926년에는 요나라 거란족의 침입으로 멸망한 발해의 잔존 유민들을 수용하였고, 935년에는 신라를, 936년에는 후백제를 병합하여 후삼국의 자주 통일을 이룩하였다.
고려 초기에는 중앙 집권 세력에 비하여 지방 토호 세력이 강력하였으나, 광종 때 노비안검법과 과거제를 시행하고 칭제하면서 왕권 체제와 중앙 집권 체제가 강화되었다.
외교면에서는 대외적으로는 중국, 일본 뿐 아니라 아라비아와 페르시아와도 교역 활동을 하였다.
현종 때에는 요나라의 거란족 군사의 침입을 받기도 하였으나, 강감찬이 귀주 대첩을 통해 거란군을 물리쳤다.

## 고려 중기
숙종 때 대각국사 의천을 통하여 비로소 불교가 본격적으로 유입되면서, 이 시기부터 고려는 상징적 건국 이념에 불과하였던 불교를 비로소 숭상하게 되는 국가가 되었으며 불교의 전성기가 도래하였다.
의종 때에는 권력 투쟁과 내분이 격화되다가 끝내 무신정변이 일어나게 되었고, 이에 왕권이 약화되어 병권을 가진 무신들에 의하여 정치를 비롯한 국권이 지배되는 무신정권이 도래하게 되었다.

## 고려 말기
원종 때 몽골 제국이 세운 원나라의 침입을 받아 원 간섭기가 시작되었다. 이 때부터 국토가 피폐화되고 국력도 쇠퇴하기 시작하였다.
공민왕 때에는 왕권을 다시 세우고 원나라의 배척에 성공하였으며, 이와 더불어 국력을 강화시키고자 하였지만 모두 수포로 돌아갔다. 결국 공민왕은 홍륜과 최만생에게 시해되자, 급기야는 왕권이 약화되고 민심이 급격하게 악화되어 갔다. 이후 위화도 회군과 폐가입진이라는 두 차례의 쿠데타를 일으킨 무관이자 화령 지역의 토호였던 이성계와 그의 오른팔 역할을 한 정도전 등이 주도를 하는 역성혁명주의 정치 세력으로써 발호하면서, 고려는 1392년 멸망하였다.